# Maison Carlier (Liège)
Pour les articles homonymes, voir Carlier.
Cet article concerne la maison personnelle de l'architecte Charles Carlier. Pour le monument historique français, voir Maison Carlier.
La maison Carlier, est la maison personnelle de l'architecte liégeois Charles Carlier (1916-1993) fondateur du groupe EGAU avec Hyacinthe Lhoest (1913-1983) et  Jules Mozin (1914-1995). La maison réalisée en 1956 se situe avenue de l'Observatoire, 233 sur les hauteurs de la gare de Liège-Guillemins.
Cette maison moderniste illustre les tendances architecturales et décoratives du « style 58 » en Belgique. On y retrouve l'emploi de matériaux lisses et colorés, la dynamique des formes et l'intégration des progrès technologiques.

## Implantation
Le terrain sur lequel s'implante le projet se retrouve sur un promontoire qui s'ouvre sur la ville de Liège. La parcelle de 1 300 m2 est de forme irrégulière. De la rue, la façade dispose de 7,20 m alors qu'en largeur la maison en mesure 30. Le terrain se retrouve arboré de platanes et s'élargit vers le bas permettant ainsi d'y installer un jardin.

## Composition
La commune imposait la limite des étages sur la parcelle. L'installation des niveaux a donc été inversée : à rue, le bâtiment s'enfonce dans le terrain pour s'étendre du côté jardin. Le plan se retrouve fort étiré pour lui permettre un bon ensoleillement sur la façade sud. Les espaces de vie se retrouvent à l'arrière du terrain pour profiter du panorama. Un axe central domine la composition du plan dilatant la projection vers l'extérieur.
La façade à rue devient discrète : les panneaux coulissants bleu du garage et une œuvre de Pol Bury sur un panneau de béton bouchardé marquent l'entrée de la maison. La toiture est marquée par une poutre en béton qui détermine le cadre de la maison en accentuant l'horizontalité.

## Construction
D'un point de vue constructif, les fondations sont des puits en profondeur dans le terrain. L'ossature est en béton armé et le mur de soubassement en moellons. Les planchers sont en hourdis nervurés à coffrage perdu allant des deux murs extérieurs. L'isolation des murs est en fibre de verre de 3 cm d'épaisseur recouverte de roofing.
Au niveau des équipements: le système de chauffage est à rayonnement au plafond, l'ensemble des fenêtres est placé sur des châssis métalliques et les sanitaires sont encastrés dans les parois.

## Description du plan
- Au rez-de-chaussée, on accède par une passerelle redirigeant l'entrée au milieu du plan. L'escalier se retrouve au centre du volume et s'éclaire par un puits de lumière. Le salon est séparé du hall par une paroi vitrée et les espaces de vie s'articulent et se modulent par le mouvement de parois coulissantes. À rue, le garage permet de garer deux véhicules.
- Au niveau intermédiaire, un corridor amène aux différentes chambres à coucher et aux locaux techniques de la maison (Débarras, chaufferie, cave à provisions).
- Au niveau du jardin, on retrouve la chambre d'amis, un atelier de travail et une buanderie.
- On retrouve à chaque niveau une terrasse surplombant le terrain[2].

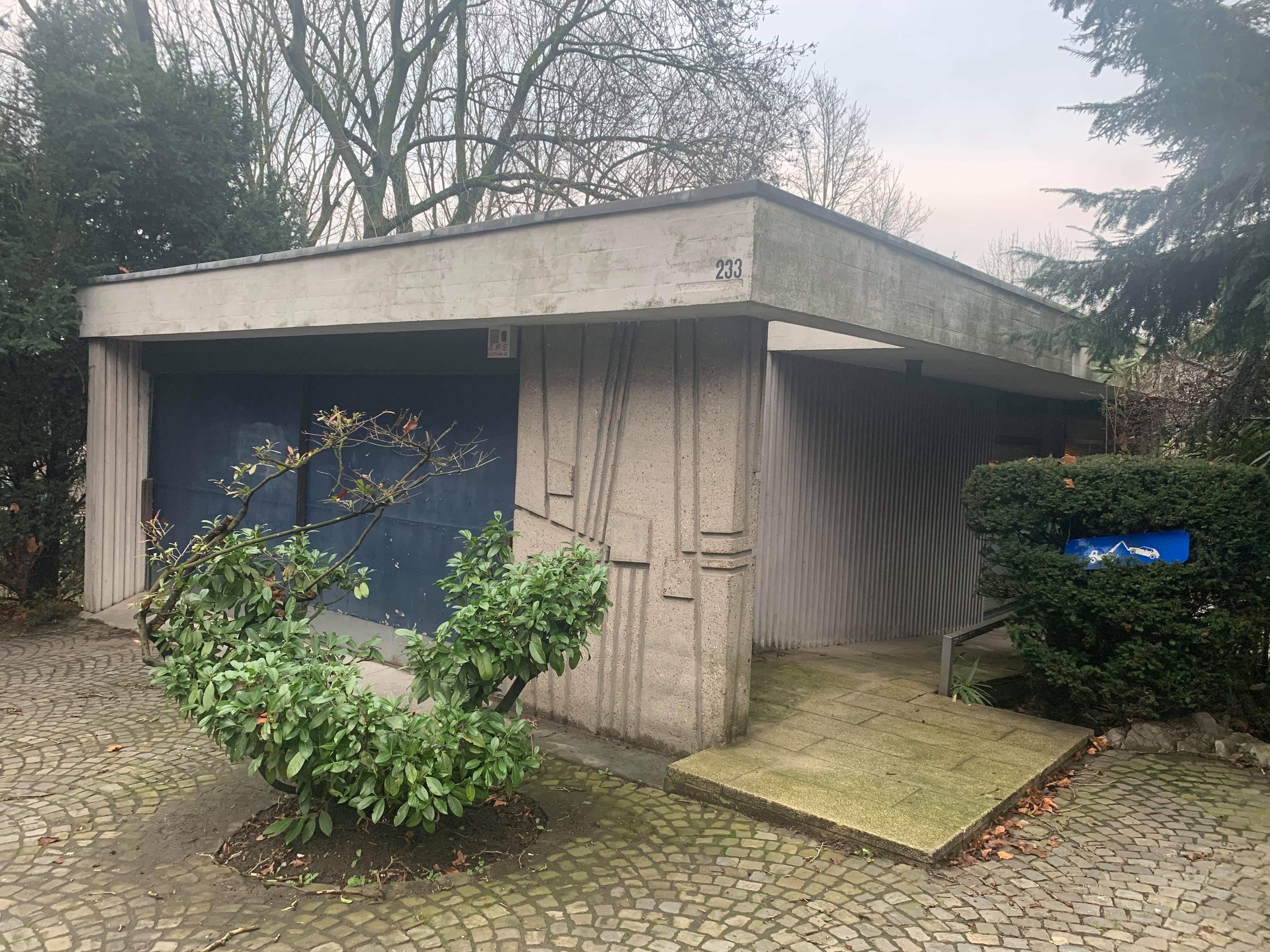
Façade à rue
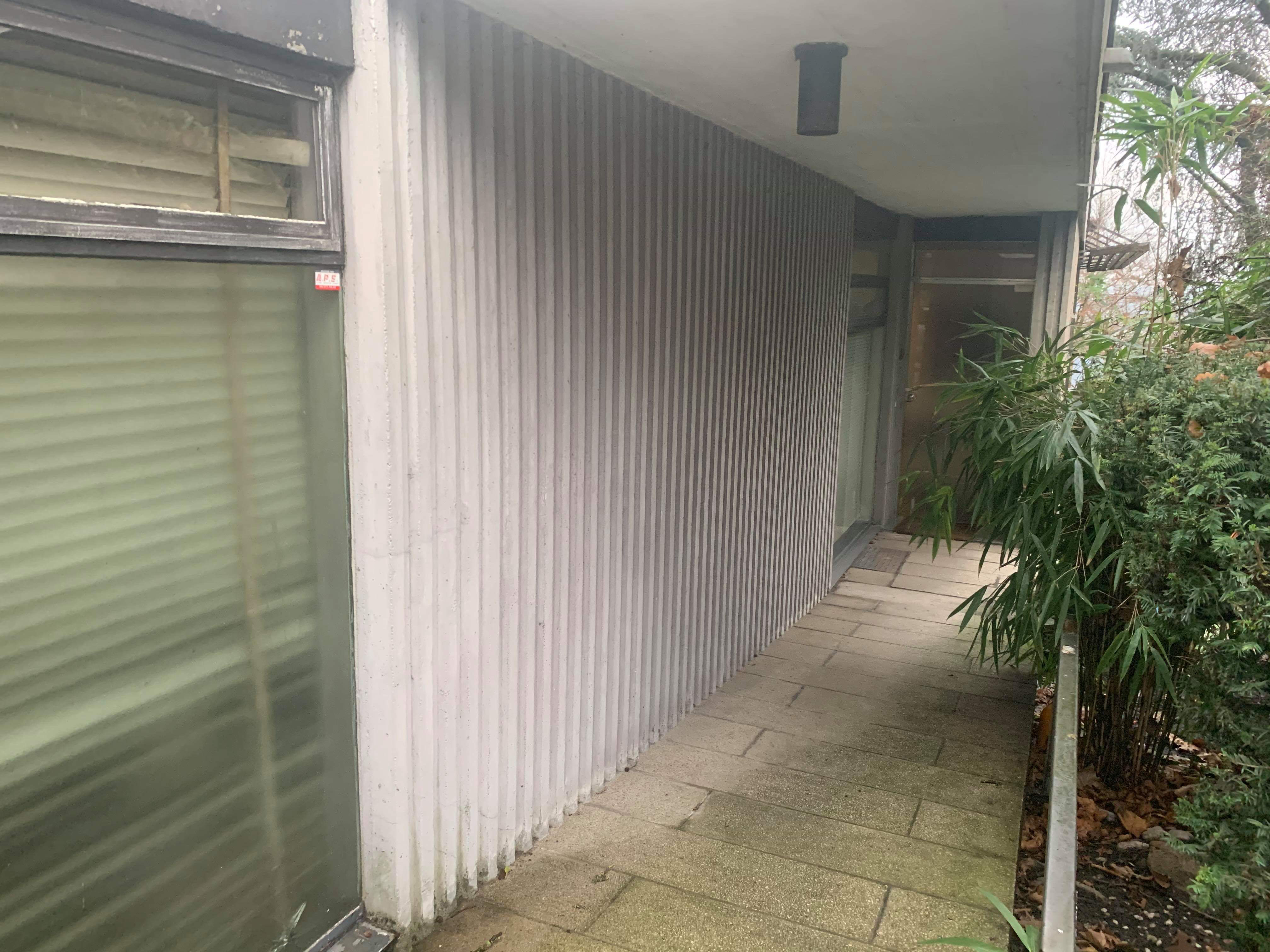
Entrée
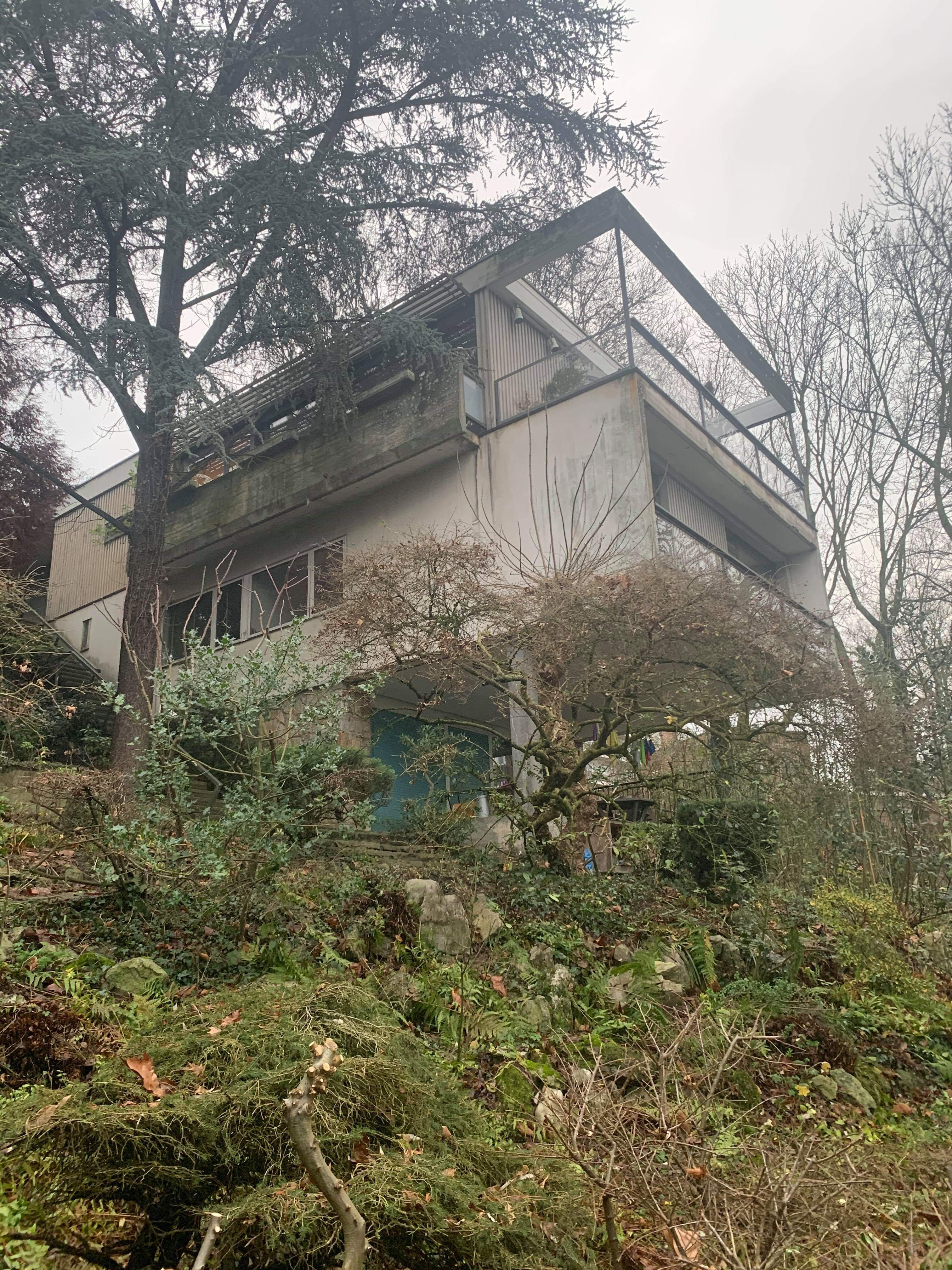
Vue du jardin
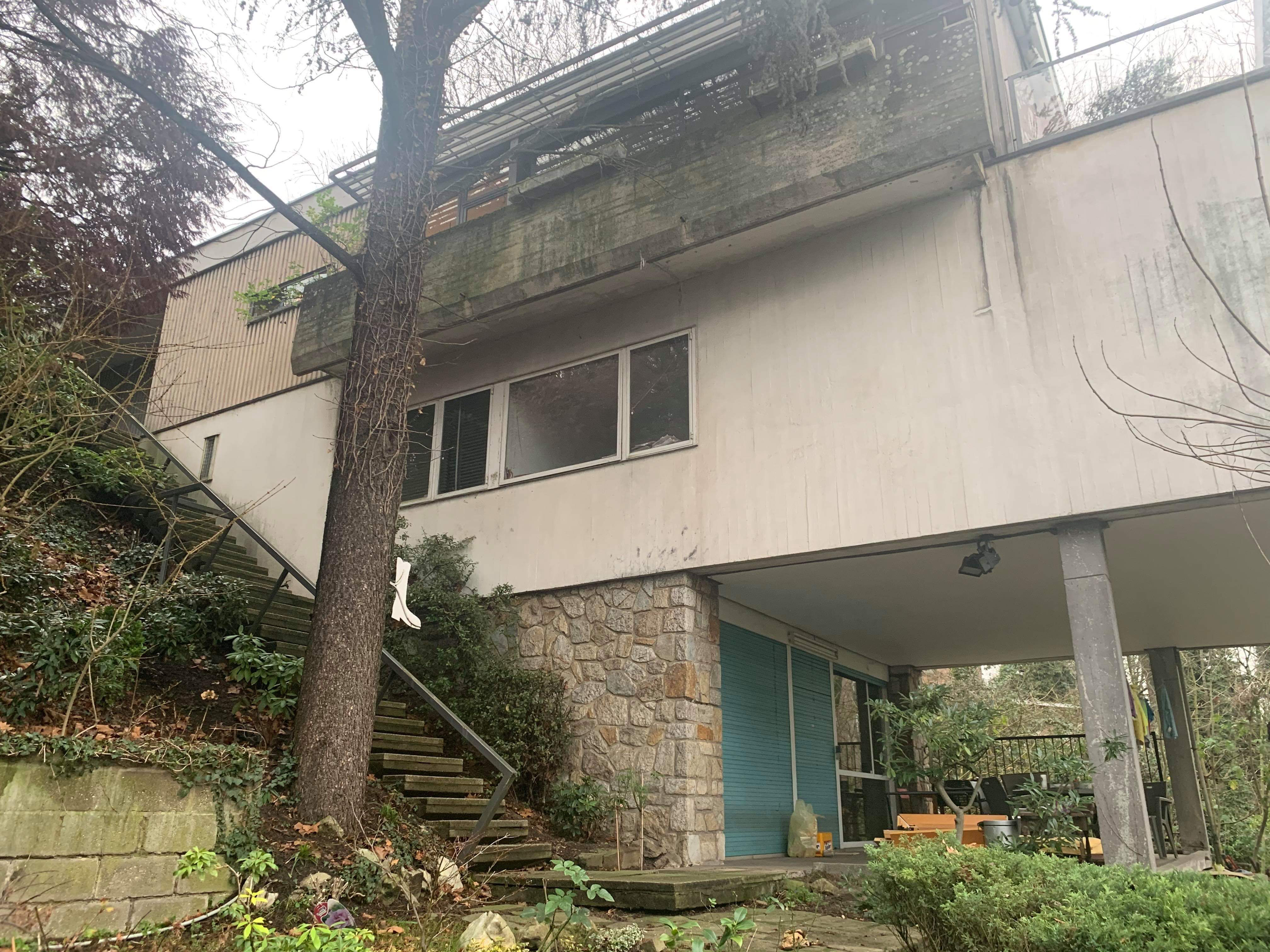
Vue de la terrasse